# Упередження впливу
У психології афективного прогнозування упередженням впливу, формою якого є упередження тривалості, є тенденція людей переоцінювати тривалість або інтенсивність майбутніх емоційних станів.

## Вступ
Люди виявляють упередження соціального впливу, коли вони переоцінюють інтенсивність і тривалість афекту, коли роблять прогнози щодо своїх емоційних реакцій. Це когнітивне упередження, яке було виявлено в популяціях, починаючи від студентів (наприклад, Dunn, Wilson, & Gilbert, 2003; Buehler & McFarland, 2001), закінчуючи спортивними фанатами (Wilson et al, 2000) і зареєстрованими виборцями (Gilbert et al., 2000). ін., 1998).

### Афективне прогнозування
Дослідження показують, що люди часто помиляються щодо того, наскільки позитивний чи негативний вплив на нас матиме подія. Люди неправильно передбачають свої емоційні реакції (скільки задоволення чи незадоволення принесе їм подія), коли вони неправильно передбачають, як подія відбудеться. Ці помилкові прогнози можуть призвести до помилкових припущень про вплив події на їхнє щастя. Як правило, люди точно передбачають валентність, якщо подія викличе позитивну чи негативну реакцію, але люди менш точні у своїх прогнозах щодо інтенсивності та тривалості цих ефектів.

### Помилкові прогнози
Щоб ухвалити рішення, люди намагаються передбачити, як розгорнеться подія і що вона викличе у них відчуття. Однак, роблячи ці прогнози, люди схильні до багатьох когнітивних упереджень, включаючи упередження щодо впливу. Дослідження показують, що прогнози людей часто помиляються (наприклад, Wilson & Gilbert, 2005; Buehler & McFarland, 2001; Loewenstein & Schake, 1999). Ранні дослідження показали, що це явище є результатом нездатності людей передбачити, як на їхні почуття вплинуть зовнішні чинники та зміниться з часом (наприклад, Kahneman, 1994). Люди більш схильні до помилок щодо інтенсивності та тривалості афекту, ніж щодо валентності. Ці помилкові прогнози впливають на здатність людей приймати рішення, які максимізують їхнє щастя.

## Приклад
У Gilbert et al., 1998, було проведено дослідження осіб, які брали участь у співбесіді. Учасників розділили на дві групи; умова несправедливого рішення (якщо рішення про прийняття на роботу було залишено за одним студентом MBA з одноосібним правом слухати співбесіду) та умовою справедливого рішення (якщо рішення було прийнято командою студентів MBA, які повинні були незалежно та одноголосно вирішити долю опитуваного). Потім певних учасників вибирали, щоб спрогнозувати, що вони відчували б, якби їх обрали чи не вибрали на цю посаду, одразу після того, як дізналися, чи їх найняли чи звільнили, а потім вони повинні були передбачити, що вони почуватимуть через десять хвилин після того, як почули новину. Потім після співбесіди всі учасники отримали листи з повідомленням, що вони не були відібрані на роботу. Потім усі учасники повинні були заповнити анкету, в якій повідомлялося про їхнє поточне щастя. Потім, почекавши десять хвилин, експериментатор представив усім учасникам ще одну анкету, яка ще раз попросила їх повідомити свій поточний рівень щастя. Прогнози, зроблені учасниками як несправедливої, так і справедливої груп, були приблизно однаковими щодо того, як вони почуватимуться відразу після новини, а також через десять хвилин. Обидві групи точно передбачили, що вони відчуватимуть одразу після того, як почують новину. Дослідження показало, що через десять хвилин обидві групи відчували себе набагато краще, ніж передбачали спочатку, що продемонструвало упередження соціального впливу.

## Причини
Пояснення виникнення зміщення соціального впливу включають наступне:

### Проблема невірного тлумачення
Неправильне тлумачення майбутніх подій: коли передбачити, як досвід вплине на нас емоційно, події, які не були пережиті, є особливо важкими. Часто те, як ми думаємо, може бути подія, не має відношення до того, яким є досвід. Люди знають, що майбутнє є невизначеним, але не визнають їхні проєкції як конструації, суб'єктивне сприйняття чи інтерпретацію реальності. (Гріффін і Росс, 1998; Вілсон і Гілберт, 2003). Невірні інтерпретації можуть бути відповідальними за широкий спектр помилок, оскільки немає межі для ступеня помилки, яку можна зробити. Це призводить до упередженості впливу, коли неправильні інтерпретації точні щодо валентності події, але надто передбачають інтенсивність та тривалість емоційної реакції.
Неточні теорії: люди створили культурні теорії та мали досвід, який сильно впливає на уявлення про те, як подія вплине на нас. Наприклад, американська культура підкреслювала кореляцію між багатством і щастям, однак, незважаючи на це переконання; гроші не обов'язково приносять щастя.
Мотивовані спотворення: зіткнувшись з негативною подією, у людей можуть бути прогнози, які завищені і можуть викликати втіху або страх у сьогоденні. Однак завищена оцінка часто може використовуватися для пом'якшення наслідків події або полегшення її дії, оскільки реальність не є настільки екстремальною, як прогнозований вплив.
Під корекцією (прив'язування та коригування): люди прив'язують свої прогнози до того, як вони себе зараз почувають, і ніколи точно не коригують свої прогнози. Ілюстративним прикладом, запропонованим Вілсоном і Гілбертом (2005), є те, що якщо ви зараз у ліжку з застудою і вас запросять на вечірку через місяць, буде дуже важко відокремити ваші негативні почуття від вашого прогнозу того, як ви відчуєте себе в суботу ввечері через місяць. Цей процес іноді називають упередженням проєкції (Loewenstein et al., 1999), коли на афективні прогнози людей несвідомо чи свідомо впливає їхній поточний стан.

### Фокалізм
Часто, роблячи прогноз впливу події, люди зосереджуються виключно на цій події. При цьому ігнорується той факт, що з плином часу відбудуться інші події, які впливають на щастя. Нехтування впливом непов'язаних подій на майбутні думки емоції призводить до помилкових прогнозів наших емоційних реакцій. При цьому, оскільки ми зосереджуємось на впливі на одну конкретну подію, ми одночасно переоцінюємо інтенсивність і тривалість нашої емоційної реакції на цю подію і недооцінюємо вплив інших не пов'язаних подій. Однак ми не вважаємо, що ці непов'язані події можуть пом'якшити наші емоційні реакції.

### Упередженість відмінності
Когнітивне упередження, при якому люди надто багато зосереджуються на відмінностях між двома майбутніми подіями, а не на спільних рисах. Це упередження призводить до упередженості впливу, коли люди занадто багато зосереджуються на відмінності, яка впливає на їхнє майбутнє щастя, замість того, щоб зосередитися на особливостях, які впливають. В результаті люди переоцінюють вплив цієї різниці на їхнє самопочуття. Наприклад, у дослідженні студентів коледжу просили передбачити, наскільки вони будуть щасливі через рік, якщо потрапили в бажаний або небажаний гуртожиток. Результати показали, що студенти значною мірою переоцінили своє нещастя, коли їх зарахували до небажаного гуртожитку, оскільки їхнє загальне щастя було майже ідентичним до тих, які жили в бажаних будинках наступного року.

### Смислотворення
Люди не усвідомлюють, як швидко вони зрозуміють подію, тому не можуть передбачити уповільнення емоційних реакцій. Дослідження показують, що існує чотири процеси, за допомогою яких наша психологічна імунна система справляється з непередбачуваними і погано зрозумілими подіями: спочатку вони приділяють багато уваги події, потім емоційно реагують, намагаються зрозуміти подію, і, нарешті, вони емоційно адаптуються. Неусвідомлення того, що ці процеси відбуватимуться або як швидко вони відбуватимуться, змушує людей переоцінювати вплив (і тривалість впливу) таких подій.
Нехтування імунною системою: у нас є несвідомі психологічні процеси, такі як захист его, зменшення дисонансу, упередження в корисливості тощо, які пом'якшують наслідки негативної події. Роблячи прогнози, люди, як правило, не знають про ці несвідомі процеси і не враховують їх, роблячи афективні прогнози.

## Наслідки
У контексті прийняття рішень упередженість впливу має важливі наслідки. Приймаючи рішення (від рішення про переїзд до Каліфорнії чи ні до рішення, їздити на велосипеді чи їздити на роботу), люди намагаються передбачити результат своїх рішень, проектуючи свої емоційні реакції на майбутні події (наприклад: «Як це я відчуваю?»). Таким чином, вони базують свої рішення на афективних прогнозах (Wilson & Gilbert, 2005). Помилкові прогнози щодо майбутніх емоційних реакцій, такі як переоцінка інтенсивності та тривалості афекту (тобто: упередження соціального впливу), можуть призвести до помилкових прогнозів. Ці помилки впливають на рішення і вводять людей в оману до прийняття рішень, які несумісні з їхнім майбутнім станом і можуть зашкодити їхньому добробуту.
Упередження соціального впливу також може призвести до помилки при згадуванні спогадів. Люди демонструють упередженість ретроспективного впливу, коли вони переоцінюють інтенсивність і тривалість емоційної реакції на минулу подію. Це може призвести до помилок у прийнятті рішень, оскільки може призвести до того, що люди переоцінюють, як подія позитивно чи негативно впливає на їхнє самопочуття. Крім того, на людей впливають їхні поточні емоції, коли вони згадують свої минулі емоції. Це може пояснити, чому люди не вчаться на своїх помилках, і роблять точніші прогнози. Це явище може змусити людей приймати ірраціональні або незбалансовані рішення, оскільки вони пам'ятають, що приклад був позитивним (чи негативним), але не можуть згадати ступінь позитивного (або негативного) ефекту, що призводить до неточного аналізу витрат і вигод.

## Розвиток у дітей
Останні дані свідчать про те, що діти 3, 4 і 5 років демонструють упередження соціального впливу на інтенсивність своїх негативних майбутніх емоцій, але не позитивні майбутні емоції.